# Polydesmus funiculus
Polydesmus funiculus är en mångfotingart som beskrevs av Peters 1864. Polydesmus funiculus ingår i släktet Polydesmus och familjen plattdubbelfotingar. Inga underarter finns listade i Catalogue of Life.